# St. Margarets Bay
St. Margarets Bay (en inglés: Bahía de Santa Margarita es una bahía que se encuentra en la costa atlántica de Nueva Escocia (Canadá), siendo frontera de los condados de Halifax y Lunenburg o Luneburgo.
La bahía, que abierta hacia el sur directamente sobre el Atlántico, tiene una costa oriental formada por la península de Chebucto y una costa occidental por la península de Aspotogan, mientras que la cabecera de la bahía (la costa norte) es la parte principal de la península de Nueva Escocia.
La costa de la bahía es mayoritariamente rocosa, aunque la cabecera de la bahía ofrece varias playas de arena en Queensland, Black Point y Cleveland; existe otra playa de arena en la costa occidental de la bahía en Bayswater y hay una pequeña playa de arena a lo largo de la costa oriental en la isla de Micou. St. Margarets Bay es un destino para yates de vela y pequeños cruceros, ya que sus pintorescas costas ofrecen protección de muchos puertos naturales, así como fondeaderos en calas y cerca de pequeñas islas.
La bahía también es una zona conocida por la pesca de langostas.
En 2022, la bahía acogió el XXVI.º Campeonato Mundial de 49er.